# Scaevola browniana
Scaevola browniana är en tvåhjärtbladig växtart. Scaevola browniana ingår i släktet Scaevola och familjen Goodeniaceae.

## Underarter
Arten delas in i följande underarter:
- S. b. browniana
- S. b. grandior